# 227711 Dailyminorplanet
227711 Dailyminorplanet è un asteroide della fascia principale esterna. Scoperto nel 2006, presenta un'orbita caratterizzata da un semiasse maggiore pari a 3,097594 UA e da un'eccentricità di 0,213531, inclinata di 16,650566° rispetto all'eclittica. Ha un diametro di 7,509 km e un'albedo di 0,022.
Il Daily Minor Planet è un progetto sviluppato dal Catalina Sky Survey e ospitato sulla piattaforma scientifica Zooniverse. Questo progetto ha permesso a migliaia di volontari di scoprire numerosi asteroidi a partire da immagini d'archivio acquisite dal Catalina G96 del Mount Lemmon Survey.